# 슈노뉴 학살
슈노뉴 학살(영어: Chenogne massacre)은 1945년 1월 1일 새해에 미합중국 군대가 벨기에 슈노뉴(혹은 슈뇨뉴) 마을 근처에서 수십 명의 독일군 포로들을 학살한 전쟁 범죄로, 말메디 학살과 관계가 있다고 여겨진다.

## 학살 동기
1944년 12월 17일, 벌지 전투 도중에 독일군 무장 친위대 부대는 말메디에서 미군 포로 80여 명을 학살하였고, 이 사실이 미합중국 군대에 급속하게 퍼졌고, 이는 엄청난 분노를 불러일으켰다. 어떤 부대에서는 “친위대 부대나 낙하산 부대는 포로로 잡지 말고 발견 즉시 쏴라”는 명령이 있었고, 이런 분위기 속에서 미군은 보복으로 독일군 포로를 처형하였다.
작가 마틴 소지는 “1945년 새해 첫날에 말메디 사건의 여파로, 슈노뉴에서 수비대에게 60명 가량의 독일군 포로들이 사살되었다. 그 범죄는 처벌되지 않았는데, 그들의 행동은 포로를 잡지 말라는 명령에 근거하는 것으로 여겨진다”고 서술하였다.
목격자인 11기갑사단 21보병대대 John Fague는 "병사들 몇명이 포로를 줄세웠다. 나는 그들을 사살하려는걸 알았고 그게 그다지 달갑지 않았다. 길 양쪽에 25~30명씩 포로들을 줄세워놓았고, 기관총이 설치되어 있었다. 포로들은 기관총에 의해 살해되었다. 우리는 일본군과 독일군이 저지른 것과 똑같은 범죄를 저지르고 있었다"
또다른 목격자인 버넷 밀러(Burnett Miller)는 살해된 포로의 숫자가 60명에 이른다는데 의문을 표했다. "희생자의 정확한 숫자는 모르겠지만 25명 정도였던걸로 보이며, 아무리 많아도 40명은 넘지 않았던 것 같다. 포로들이 사살되던날 일부는 심문을 받았고, 며칠후 이들중 몇몇은 정보부로 넘겨진걸로 기억한다."
조셉 커민스는 적십자기를 흔드는 위생병들을 포함한 일부 독일병들이 항복하려다 기관총에 의해 사살되었다고 진술했다.
조지 패튼은 1945년 1월 4일 그의 일기에 "11기갑사단은 매우 미숙하고 아무 효과도 없는 불필요한 손실을 입었다. 또한 포로를 사살하는 불행한 사건 또한 있었다. 나는 우리가 이 사실을 감출 수 있기를 바란다"고 썼다.
한편, 미연방정부에서 발행한 공식 역사에는 "말메디 학살 사건 직후에 항복을 시도한 독일군들은 더 큰 위험을 입었을 가능성도 있다. 그렇다 할지라도, 은연중이건 명시적이건 미군 부대들이 친위대 포로를 죽이라는 명령을 내렸다는 증거는 없다."
그러나 조지 핸리 베넷과 위 진술에 의하면 이 기록은 표리부동하다.
살해명령(328보병연대에게 내려진)은 수행되었으며, 다른 미군 연대에도 비슷한 명령이 하달되었다.

## 같이 보기
- 말메디 학살